# Дамјан (патријарх јерусалимски)
Патријарх Дамјан (грч. Πατριαρχης Δαμιανος Α΄; 10. јул 1848, Маратхокамбос, острво Самос - 14. август 1931, Јерусалим) - епископ Јерусалимске православне цркве, патријарх јерусалимски и све Палестине.

## Биографија
Образовао се у Питагорејској гимназији на острву Самос. Оженио се, али је убрзо остао удовац, након чега је дошао у Јерусалим и 1873. године замонашио, затим постао јерођакон, и јеромонах
Обављао је разне дужности у Јерусалимској патријаршији. Неко време је био гувернер јерусалимског двора у Таганрогу.
Године 1881-1887, у чину архимандрита, био је егзарх у Грузији.
1887-1888 био је представник Јерусалимске патријаршије у Цариграду.
Године 1891. постављен је за патријаршијског гувернера у Витлејему.
28. фебруара 1893. хиротонисан је за архиепископа Филаделфије.
Као архиепископ Филаделфије, Дамјан је представљао Јерусалимску цркву на прославама крунисања цара Николаја II у Москви 1896. године.
После смрти јерусалимског патријарха Герасима II у фебруару 1897. године, изабран је за местобљуститеља патријаршијског престола. Избором архиепископа Дамјана окончана је борба око кандидатуре новог патријарха, која је трајала око шест месеци. Устоличење је обављено 15. августа 1897. године.
Патријарх Дамјан је, по речима савременика, био општепоштован због свог беспрекорног живота и благог карактера, али му иста та благост и неодлучност није дозволила да с дужном строгошћу води свештенство и стадо.
У јесен 1908. почели су протести арапског православног становништва у Палестини тражећи једнака права за Арапе и Грке, пријем локалних домородаца на одговорне црквене положаје и стварање мешовитог савета свештенства и лаика који би управљао пословима православна заједница. Јерусалимски синод је одбио све ове предлоге. Чланови Синода осумњичили су патријарха за компромис са Арапима и 13. децембра га свргли са власти. Седамдесетогодишњи архиепископ Мелетије из Тиберијаде изабран је за новог патријарха.
Патријарх Дамјан је одбио да призна промену и наставио је да себе сматра патријархом. Бурне демонстрације православних Арапа одржале су се у градовима Палестине тражећи повратак патријарха на власт. Грчко свештенство је протерано из Јафе и Назарета. Патријарха Дамјана је подржао и руски конзул у Јерусалиму А.Ф.Круглов.
Османска влада је крајем јануара послала специјалну комисију у Палестину да проучи ситуацију. Импресионирана масовним побунама Арапа, комисија је 30. јануара одлучила да је свргавање патријарха Дамјана незаконито. Власти су 7. фебруара протерале из Палестине Дамјанове најнепомирљивије противнике - секретара Патријаршије Мелетија (Метаксакиса) и ректора Богословске школе Хризостома (Пападопулоса). Дана 10. фебруара, архиепископ  Мелетије из Тиберијаде је преминуо од срчаног удара. Синод се 16. фебруара, под притиском османског гувернера Јерусалима, обратио патријарху Дамјану са молбом за опроштај и помирење. У лето 1909. Дамјанов повратак на престо признали су цариградски и александријски патријарси.
Најтежи период у историји Јерусалимске цркве био је Први светски рат 1914-1918. У ратним условима, независност верских заједница је укинута, хришћани су регрутовани у војску, а реквизиције су уништиле привреду земље. Глад и колера однеле су хиљаде живота. У јесен 1917. у Палестини су се развила непријатељства; новембра, када се фронт приближио Јерусалиму, Турци су ухапсили Дамјана и послали га у Дамаск. До јесени 1918. Велика Британија је окупирала цео Блиски исток.
Дана 6. септембра 1918. Патријарх Дамјан је по други пут свргнут. Архиепископ синајски Порфирије постао је администратор. Међутим, главнокомандујући на Блиском истоку, генерал Едмунд Аленби, стао је на страну патријарха и вратио га у Јерусалим крајем децембра 1918. године.
Патријарх је успео да сузбије унутрашње противљење, али је његово материјално стање и даље тешко. Дамиан, свестан своје зависности од локације британских власти, показао им је лојалност. То је нарочито дошло до изражаја у зближавању Патријарха са Англиканском црквом. Године 1925. посетио је Лондон поводом прославе 1600. годишњице Првог васељенског сабора.
Тензије између грчког свештенства и арапске пастве наставиле су се и током 1920-их.
Патријарх Дамјан се показао као упорни присталица црквеног јулијанског календара. 1902-1904 придружио се Цариградској патријаршији и Светим синодима Руске, Грчке и Румунске помесне Цркве у званичној осуди Грегоријанског календара. Априла 1924. патријарх Дамјан је, заједно са патријарсима антиохијским Григоријем, Димитријем српским и Фотијем Александријским, послао расправу о реформи календара цариградском патријарху Мелетију.
Последње 2 године свог живота патријарх Дамјан је пензионисан због тешке болести, Црквом је управљала посебна Ванредна комисија.
Преминуо је 14. августа 1931. у Јерусалиму.